# Бринза
Бринза (слч. brynza) је сир од овчијег млека који се производи широм земаља Средње и Источне Европе, а највише у Словачкој и Молдавији. Бринза сир је кремасто беле боје, познат по свом карактеристичном јаком мирису и укусу. Сир је бео, киселкаст, мрвљив и благо влажан. Има карактеристичан мирис и укус са израженим укусом бутерне киселине. Укупан осећај укуса почиње благо благ, затим постаје јак и коначно бледи до сланог завршетка. Рецепти се мало разликују од земље до земље.

## Етимологија
Бринза је настала од румунске речи brânză („сир“), користи се у разним европским земљама, због тога што су је увели мигрирани Власи. Реч brânză је једноставно генеричка реч за „сир“ на румунском.
Према Румунском објашњавајућем речнику, етимологија речи „brânză“ је непозната. То је реч коју је румунски језик вероватно наслеђио од дачког,   језика предримског становништва у данашњој Румунији. Друге теорије сугеришу, на основу онога што се користи за прављење сира, извођење речи brandeum (првобитно значи ланени покривач, касније танка тканина за чување реликвија). Алтернативно, могуће је да је повезано са албанским brëndës („црева“). Првобитно се односио на сиреве припремљене у овчијем желуцу реакцијом са сириштем унутра. Ван Словачке, Румуније, Украјине и бочних региона јужне Пољске, и данас је популаран у Чешкој.
Други регионални називи за производ укључују juhtúró на мађарском, брынза на руском, бренца на српском, Brimsen на немачком, бринза и бринзя на украјинском и ברינזע на јидишу.

## Историја
Реч је први пут забележена као brençe, описана као „ влашки сир“, у хрватској луци Дубровник 1370. Бринза је први пут забележена у словачким жупанијама Угарске 1470. и у суседном пољском региону Подхале 1527. У Словачкој, бринза се сматра типично словачким производом и један је од главних састојака националног јела бринзове халушке. Верује се да су модерну верзију меке мазиве бринзе развили предузетници из Старе Туре (Западна Словачка) крајем 18. века. Основали су фабрике бриндзе у планинским пределима централне и северне Словачке, где је локална производња овчијег сира имала дубоке корене. Трговали су бриндзом и популаризовали је широм аустријске Хабзбуршке монархије. У Аустрији се звао Липтауер, по севернословачком региону Липтов. Бечки специјалитет Липтауер, слани намаз на бази сира, заменио је бриндзу обичним крављим сиром, јер је оригинална словачка бриндза нестала са аустријског тржишта након распада Аустро-Угарске.

## Географске ознаке
- Словачка бринза је регистрована у Регистру заштићених ознака порекла и заштићених географских ознака ЕУ 16. јула 2008. као заштићена географска ознака (ЗГИ). Захтев за географску ознаку је поднет 4. октобра 2007.[7] Словачка бринза мора да садржи најмање 50% овчијег млека. Овчија бринза садржи 100% овчији сир.
- Бринза Подхаљанска из Пољске је регистрована у Регистру заштићених ознака порекла и заштићених географских ознака ЕУ 11. јуна 2007. као заштићена ознака порекла (ЗОП). Захтев за географску ознаку је поднет 23. септембра 2006.[8]